# Manon Jeannotte
Manon Jeannotte est une administratrice, entrepreneure et femme politique canadienne. Elle est la lieutenante-gouverneure du Québec depuis le 25 janvier 2024. Membre de la Nation micmaque de Gespeg, elle y occupe notamment les fonctions de conseillère puis de chef de la Première Nation de 2007 à 2019. 

## Biographie
Manon Jeannotte est membre de la Nation micmaque de Gespeg. Elle exerce les fonctions de cheffe de la Première Nation de 2015 à 2019 après y avoir été conseillère. 
Elle fonde le 25 novembre 2021 avec Ken Rock, Innu de la communauté de Uashat mak Maniutenam, l'École des dirigeants des Premières Nations (EDPN) dont elle en devient une directrice. Coconstruite avec l'École des dirigeants HEC Montréal, l'école offre des programmes de formation de courte durée de niveau universitaire pour les élus, les gestionnaires et les entrepreneurs des Premières Nations.
Le 7 décembre 2023, elle est nommée lieutenante-gouverneure du Québec en remplacement de Michel Doyon,,. Le lendemain de sa nomination, l'Assemblée nationale du Québec vote à l'unanimité une motion non contraignante demandant l'abolition de cette fonction, arguant une fonction ne bénéficiant pas de légitimité démocratique et dont les origines rappellent un passé colonial. Elle prend ses fonctions le 25 janvier 2024. Elle est la deuxième femme, après Lise Thibault, et la première autochtone à occuper cette fonction.
Le 11 juin 2024, elle est adoubée à titre de dame de justice et vice-prieure du Très vénérable ordre de Saint-Jean.

## Distinctions
- Dame de justice du très vénérable ordre de Saint-Jean (2024)
- Médaille du couronnement de Charles III (2024)[9]